# Edicions de la Rosa Vera
Edicions de la Rosa Vera fue una editorial de bibliofilia catalana creada en Barcelona en 1945 por Víctor Imbert bajo la dirección técnica de Jaume Pla, que permitió a numerosos dibujantes introducirse en el campo del grabado. Estableció una estrecha colaboración entre los autores de los textos y sus ilustradores. Los ilustradores más relevantes fueron Emili Grau Sala, Josep Granyer, o el mismo Jaume Pla
Durante la década de 1950 se publicaron varios números de una serie llamada "Los artistas grabadores", que no tuvo continuidad.  Las ediciones en catalán, activas hasta la década de 1970, se fueron haciendo irregulares en los últimos años hasta interrumpirse en 1984.
Parte de su fondo se conserva en la Biblioteca de Cataluña,  dentro de la colección de autógrafos de Ramon Borràs.